# Нгарка-Латтапайяха
Нгарка-Латтапайяха (устар. Арка-Латтапай-Яха) — река в России, протекает по Ямало-Ненецкому АО, Ханты-Мансийском АО. Устье реки находится в 11 км по левому берегу реки Латтапайяха. Длина реки составляет 37 км.

## Данные водного реестра
По данным государственного водного реестра России относится к Нижнеобскому бассейновому округу, водохозяйственный участок реки — Надым. Речной бассейн реки — Надым.
Код объекта в государственном водном реестре — 15030000112115300048580.